# Кошице I (район)
Район Кошице I — городской район города Кошице.

## Население
| Год:        | 1994   | 2004    | 2014    | 2024    |
| ----------- | ------ | ------- | ------- | ------- |
| Broj ljudi: | 65 057 | 68 089  | 67 842  | 62 603  |
| Разница:    |        | +4,66 % | −0,36 % | −7,72 % |

### Статистические данные (2001)
Национальный состав:
- Словаки — 88,0 %
- Венгры — 4,3 %
- Цыгане — 1,7 %
- Чехи — 1,3 %
- Русины/Украинцы — 1,1 %

Конфессиональный состав:
- Католики — 56,3 %
- Грекокатолики — 6,9 %
- Лютеране — 4,5 %
- Реформаты — 2,6 %
- Православные — 1,5 %
- Свидетели Иеговы — 0,5 %